# Sónar (festival)
El Festival Internacional de Música, Creatividad y Tecnología Sónar, más conocido como Sónar, es un festival de música electrónica y experimental de ámbito internacional celebrado en Barcelona. Fundado por Ricard Robles, Enric Palau y Sergi Caballero en 1994 con posterioridad comenzó a celebrar ediciones internacionales en ciudades como Buenos Aires, Bogotá, Reikiavík, Estambul, Hong Kong o Lisboa.
Se celebra cada mes de junio e incluye dos espacios diferenciados: por un lado ofrece conciertos de música en vivo y actuaciones multidisciplinares (en dos programaciones llamadas Sónar de Día y Sónar de Noche) y, por otro, un espacio de cocreación y encuentro para profesionales denominado Sónar+D creado en 2012, en el cual se exponen los avances más punteros en el campo de la tecnología, la música y la creatividad contemporánea. Además del festival como tal alrededor de Sónar se organizan en Barcelona conciertos y fiestas con denominaciones como OFFSónar, OFF Week y más.

## Producción
La promotora del festival es Advanced Music S.L. participada en sus inicios por SGAE. Se estima que entre el 60 y el 80% (entre 15 y 20 millones de euros) de las acciones de esta compañía han sido compradas por Providence Equity Partners, una de las sociedades de inversiones más grandes de Estados Unidos y el mundo. Esta compra fue realizada a través de la empresa subsidiaria Superstruct Entertainment, en mayo de 2018, cuando Sónar celebraba su 25.º aniversario. Superstruct Entertainment fue creada por Providence específicamente para la gestión de las inversiones en entretenimiento en vivo. Superstruct adquirió la mayoría de las acciones del festival Sziget, uno de los más grandes de Hungría, y de elrow, una organizadora de festivales española. Al respecto, el CEO de Superstruct comenta:

Desde hace mucho tiempo admiramos sus eventos, especialmente Sónar y Sónar+D, y estamos seguros de que esta asociación permitirá que nuestra plataforma combinada se beneficie de sinergias incomparables y un posicionamiento de mercado más sólido. Esperamos trabajar con el amplio banco de socios fundadores y directores de Advanced Music para aprovechar todo el potencial de una unidad combinada.
James Barton, CEO de Superstruct Entertainment (2018)

## Ubicación
Entre su fundación en 1994 hasta 2012, Sónar de Día se celebraba en los museos de arte contemporáneo CCCB y MACBA, ubicados en el casco antiguo de Barcelona. Por las dificultades que provocaba el centro histórico, y para ampliar aforo, en 2013 el festival se trasladó a las instalaciones de la Fira de Barcelona, ubicada en la montaña de Montjuic, frente a la plaza de España. 
Por su parte Sónar de Noche ha cambiado varias veces de ubicación, siendo el pabellón de la Mar Bella (1997-2000) y el recinto de Fira Gran Via, en Hospitalet de Llobregat (desde 2001 hasta hoy) sus espacios de referencia.

## Historia

### Inicios (1994-1999)

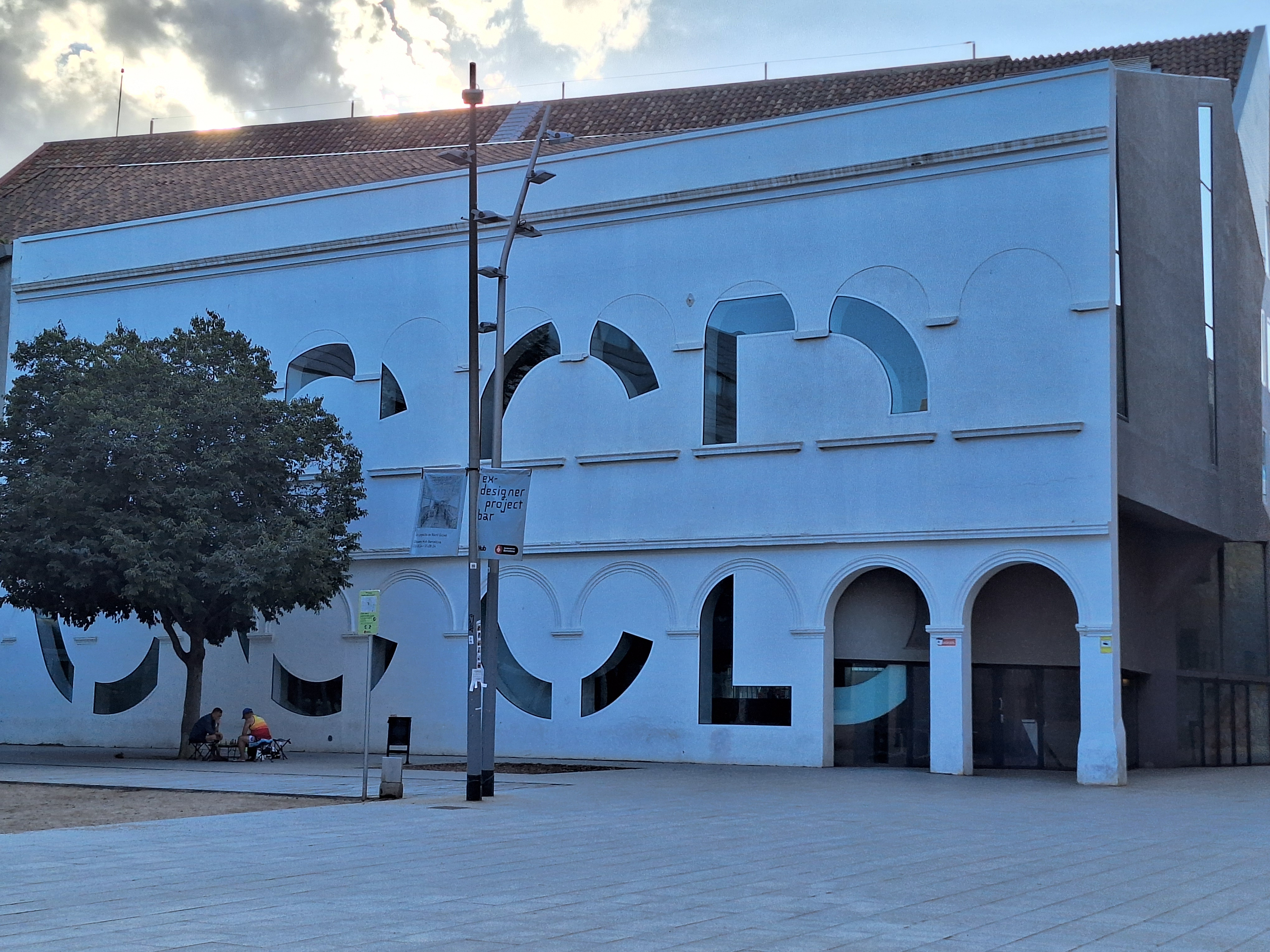
Exterior del Centro de Cultura Contemporánea de Barcelona (CCCB)

La primera edición de Sónar se celebró entre el 2 y 5 de junio de 1994 bajo el lema “Sónar. Festival de Músicas Avanzadas”. Su objetivo fue acercar la llamada música avanzada al público y abrir un nuevo mundo en Barcelona estimándose en 6.000 espectadores los asistentes a las diferentes propuestas. El festival estaba dividido en dos partes, Sónar de Día y Sónar de Noche, estructura que ha seguido en las ediciones posteriores. Sónar de Día tenía lugar en el Centro de Cultura Contemporánea de Barcelona (CCCB) y Sónar de Noche en la Sala Apolo. Entre los conciertos más destacados de esta primera edición figuraron los realizados por Eat Meat, Phonos, Transglobal Underground o Esplendor Geométrico, sesiones de DJs como Laurent Garnier, Sven Väth o Vapour Space y conferencias a cargo de Teddy Bautista o Nando Discontrol.

"Sónar es un festival internacional dedicado a todas las tendencias de la música electrónica contemporánea, desde las vertientes más puramente académicas y los lenguajes experimentales a las nuevas corrientes que agitan el actual techno y la dance-music. Sónar aglutina y mezcla diferentes generaciones de músicos que utilizan la instrumentación electrónica y los sistemas informáticos como soportes básicos de trabajo".
Equipo Sónar (El Periódico, 17 de junio de 2008) 

El festival se consolidó a una gran velocidad y su evolución fue muy notable. La edición de 1995, celebrada entre el 15 y 17 de junio en el CCCB y en Poble Espanyol con unos 11.000 asistentes, congregó a músicos, disc-jockeys y video-jockeys que ofrecieron proyeccciones, debates y muestras sobre tecnologías utilizando multimedia, CD-ROM o Internet. También se realizaron demostraciones a través de la RSDI y entre los conciertos más destacados figuraron los ofrecidos por Biosphere, Fangoria, Orbital, Scorn, Alex FX, Jorge Reyes, Macromassa, Jhon Acquaviva, Psychick Warriors Ov Gaia o Scanner quien incorporó en sus paisajes ruidistas fragmentos de programas radiofónicos del dial barcelonés y de conversaciones de la policía que capta con sus sensores.

"España ha llegado tarde al rock, al pop, al blues... Ahora es el momento de apostar por las nuevas músicas para evitar un retraso que de producirse acabará pasando factura"
Ricard Robles, Enric Les Palau y Sergi Caballero (El País, 13 de junio de 1995) 

En 1996 acogieron a artistas techno de prestigio como Josh Wink, Jeff Mills, en cuya actuación falló el suministro eléctrico a mitad de la sesión volviendo a empezar la actuación completa, y el considerado primer llenazo del festival con el artista japonés Ken Ishii. En estos dos años la creatividad también pasó a ser una parte importante de la agenda del festival completando una agenda con 31 conciertos, 54 sesiones de disc-jockeys, proyecciones audiovisuales, conferencias o instalaciones multimedia que congregaron a 24.000 asistentes.
Debido al aumento de asistentes al festival en la edición de 1997 se realizó el primero de muchos cambios de ubicación para poder ofrecer un espacio mayor. Sónar de Día se mantendría en el CCCB pero Sónar de Noche pasaría al Pueblo Español quien acogiera actuaciones de Kenny Larke, Biosphere o el grupo francés de música electrónica Daft Punk que presentó su primer álbum Homework en una sesión en que se dedicaron a "cortar" composiciones propias como «Da Funk», «Around the World» o «Rollin' & Scratchin» cada vez que llegaban a su momento más álgido.
En 1998 se volvió a cambiar la ubicación de Sónar de Noche que pasaría de Pueblo Español al Pabellón de la Mar Bella, donde triplica el aforo anterior. El festival ya no sólo era famoso por los artistas y por el movimiento que creó, sino que también conllevaba una serie de innovaciones tecnológicas cruciales en cuanto a la escenografía. Un fuerte impulso a nivel internacional fue la introducción de la reproducción en línea en directo de los conciertos. Esto permitía que miles de personas pudieran disfrutar de las actuaciones sin tener que estar físicamente en Barcelona.
En los años siguientes, el crecimiento siguió evolucionando de manera exponencial hasta alcanzar las 40.000 personas en 1999.

### Sónar en elsigloXXI(2000-actualidad)
En el año 2000, la música cede también un espacio importante al vídeo. Los vídeos promocionales hechos para anunciar el festival eran cada vez más esperados por el público, siendo muy innovadores y rompedores con la estética que había en aquel momento.
En 2001, llega ya el cambio de localización definitivo: Sónar de Noche se mueve a la Fira Gran Via de Hospitalet de Llobregat. Este recinto se ha mantenido hasta la actualidad. El festival, aparte de ganar todavía más nombre y expectación gracias a sus campañas publicitarias, abre sus fronteras musicales con grupos como Sonic Youth, grupo que se aleja bastante del sonido techno. El festival no pierde su esencia, puesto que buena parte de su programación está compuesta por DJs de este estilo, pero sí abre la puerta a conciertos en directo de otros géneros musicales. En 2002, entra en escena la cantante islandesa experimental Björk.
Además, el festival da un paso más hacia el mercado internacional inaugurando ediciones en Tokio, Lisboa y Londres. Las cifras de asistentes siguen creciendo, hasta llegar a las 91.000 personas.
Por primera vez desde su inicio, la asistencia disminuye en 2004, aunque no lo hace notablemente. De esta pequeña bajada se recuperan rápidamente al año siguiente, en el que. gracias al dúo The Chemical Brothers, consiguen el récord de asistencia en una sola noche: 22.000 personas. El festival crece y lo hacen también sus campañas publicitarias, que cada vez son más provocadoras. En el año 2006, llega como cabeza de cartel Scissors Sisters.
Las fronteras siguen cayendo a medida que avanzan las ediciones. En 2007, llega un cambio notable, dando cabida por primera vez a un género musical que, con los años, ha ido ganando fuerza en el festival: el reguetón. Lo hizo de la mano del emblemático grupo Calle 13.
Sónar de Día lanza una propuesta didáctica muy importante en 2009 para acercar el mundo artístico que rodea al festival a los más pequeños. Se crea SonarKids en el CCCB y, en su primera edición, cuenta con 5.000 niños que realizan actividades como talleres de DJ o grafitis y conciertos, entre otros. En 2010, Sónar se expande por Barcelona y lleva a cabo algunas actividades en lugares emblemáticos de la ciudad. El Teatre Grec, por ejemplo, acoge un concierto de Ryoji Ikeda, uno de los mayores referentes japoneses de la música electrónica.
El festival empieza cada vez más a abrirse hacia el mundo de la tecnología audiovisual. En el año 2011, a la vez que el festival, tiene lugar una feria llamada SonarPro, en la que se exponen las últimas novedades del arte multimedia y el audiovisual. Actividades como proyecciones de cine cada vez van ganando más terreno dentro de la agenda y es más la gente que asiste movida por estas nuevas propuestas.
En 2013, se consolida lo que pasa a denominarse Sónar+D, un congreso internacional de música, arte, ciencia, tecnología, negocio y empresa dirigido a público profesional. En este recinto, se empiezan a juntar tanto aficionados de las nuevas tecnologías como cineastas, creadores multimedia, marcas de tecnología, científicos, emprendedores y un largo etcétera. Sónar+D aporta, no sólo una nueva rama al propio festival, sino una mayor oferta de tecnología audiovisual a la ciudad de Barcelona.. En ese mismo año, Sónar de Día se muda a la Fira Montjuïc y, por primera vez, los asistentes extranjeros superan a los locales (53%).
La evolución de la música ha seguido plasmándose en los carteles más recientes de Sónar. El auge de la escena musical urbana tanto a nivel mundial como nacional ha hecho que artistas como M.I.A o Rosalía hayan dado voz a este festival. Una evolución que se vio claramente en los carteles de 2017 y 2018 en adelante.
En 2020 y en 2021, debido a la pandemia de COVID-19, celebró ediciones de tamaño reducido y formato híbrido. 

## Sónar y Barcelona
El festival Sónar forma parte de la estrategia de city branding impulsada por el Ayuntamiento de Barcelona y es un pilar en la oferta cultural barcelonesa desde su fundación, dos años después de los Juegos Olímpicos de 1992, que darían a Barcelona fama internacional.